# Ilja Sofronow
Ilja Siergiejewicz Sofronow (ros. Илья Сергеевич Софронов, ur. 20 lipca 1905 we wsi Muczakowa w guberni permskiej, zm. 25 września 1965 w Kudymkarze) – radziecki działacz partyjny.

## Życiorys
W latach 1927–1929 odbywał służbę w Armii Czerwonej, 1930-1932 pracował w przemyśle leśnym, od 1931 należał do WKP(b). Od 1932 pracował w radzie wiejskiej i w sektorze hodowlanym w rolnictwie w Komi-Permiackim Okręgu Autonomicznym, od lipca do listopada 1938 był zastępcą dyrektora stanicy maszynowo-traktorowej ds. politycznych, od listopada 1930 do października 1940 był zastępcą przewodniczącego, a od 16 października 1940 do 24 grudnia 1950 przewodniczącym Komitetu Wykonawczego Komi-Permiackiej Rady Okręgowej. W latach 1950–1952 był słuchaczem obwodowej szkoły partyjnej w Mołotowie (obecnie Perm), od sierpnia 1952 do września 1955 I sekretarzem Komitetu Miejskiego WKP(b)/KPZR w Kudymkarze, od września 1955 do marca 1957 I sekretarzem Biełojewskiego Rejonowego Komitetu KPZR, a od 12 marca 1957 do 26 lutego 1962 ponowni przewodniczącym Komitetu Wykonawczego Komi-Permiackiej Rady Obwodowej. Był odznaczony Orderem Znak Honoru (1944) i Orderem Czerwonego Sztandaru Pracy (1957).